# Zaniklý evangelický hřbitov (Jany)
Zaniklý evangelický hřbitov, polsky Dawny Cmentarz Ewangelicki, je hřbitov, který byl zřízen u vesnice Jany, v obvodu Nowe Miasto města Zielona Góra v Lubušském vojvodství v Polsku v Dolním Slezsku.

## Historie a popis
Jany (dříve německy Janny) byly centrem místních protestantských věřících, kteří zde měli kapli, do které přicházeli věřící z okolních sídel Zawada, Przytok, Nowy Kisielin a Stary Kisielin. Pro potřeby komunity zde byl zřízen také hřbitov, jež byl provozován v letech 1815–1945. V roce 1817 vznikla Pruská unie (Kirche der Altpreußischen Union), což bylo spojení pruských kalvinistů a luteránů do tzv. "evangelické Unie" (Evangelische Kirche in Preußen) nařízené pruským králem Fridrichem Vilémem III. Po roce 1834 byla používána donucovací opatření proti věřícím, kteří se unii postavili na odpor. To vedlo také k emigraci některých obyvatel z Jan a jejich okolí a z tohoto důvodů bývá hřbitov také navštěvován potomky místních obyvatel z celého světa. Poměrně velká komunita emigrovala v roce 1841 do Austrálie. Ze hřbitova se dochovalo množství náhrobků, které jsou svědectvím o slezských německých obyvatelích. Po druhé světové válce a po vystěhování původního obyvatelstva, hřbitov zanikl, byl pustošen a neudržován. V 10. letech 21. století jej místní obyvatelé začali udržovat a opravovat. Zaniklý evangelický hřbitov se nachází u silnice č. 279, na levé straně veletoku Odra a mezoregionu Kotlina Kargowska.

### Nápisy na pamětním kameni
V roce 2013 byl na hřbitově umístěn pamětní kámen s připevněnou deskou s nápisem v polštině a němčině:
| „                                 | Na tym cmentarzu z przełomu XIX/XX wieku o ewangelickiej przynależności wyznaniowej spoczywają mieszkańcy JAN narodowości niemieckiej, którzy żyli tu przed nami w latach 1815-1945. Niech spoczywają w Bogu. Upamiętnili to miejsce Mieszkańcy Jan w roku 2013. | Na tomto hřbitově z přelomu 19. a 20. století s evangelickým náboženským vyznáním odpočívají obyvatelé Jan německé národnosti, kteří zde žili před námi v letech 1815-1945. Nechť odpočívají v Bohu. Místo si obyvatelé JAN připomněli v roce 2013. | “ |
| — autor překladu do češtiny Fry72 | | |   |

## Další informace
Místo je celoročně volně přístupné.

## Galerie

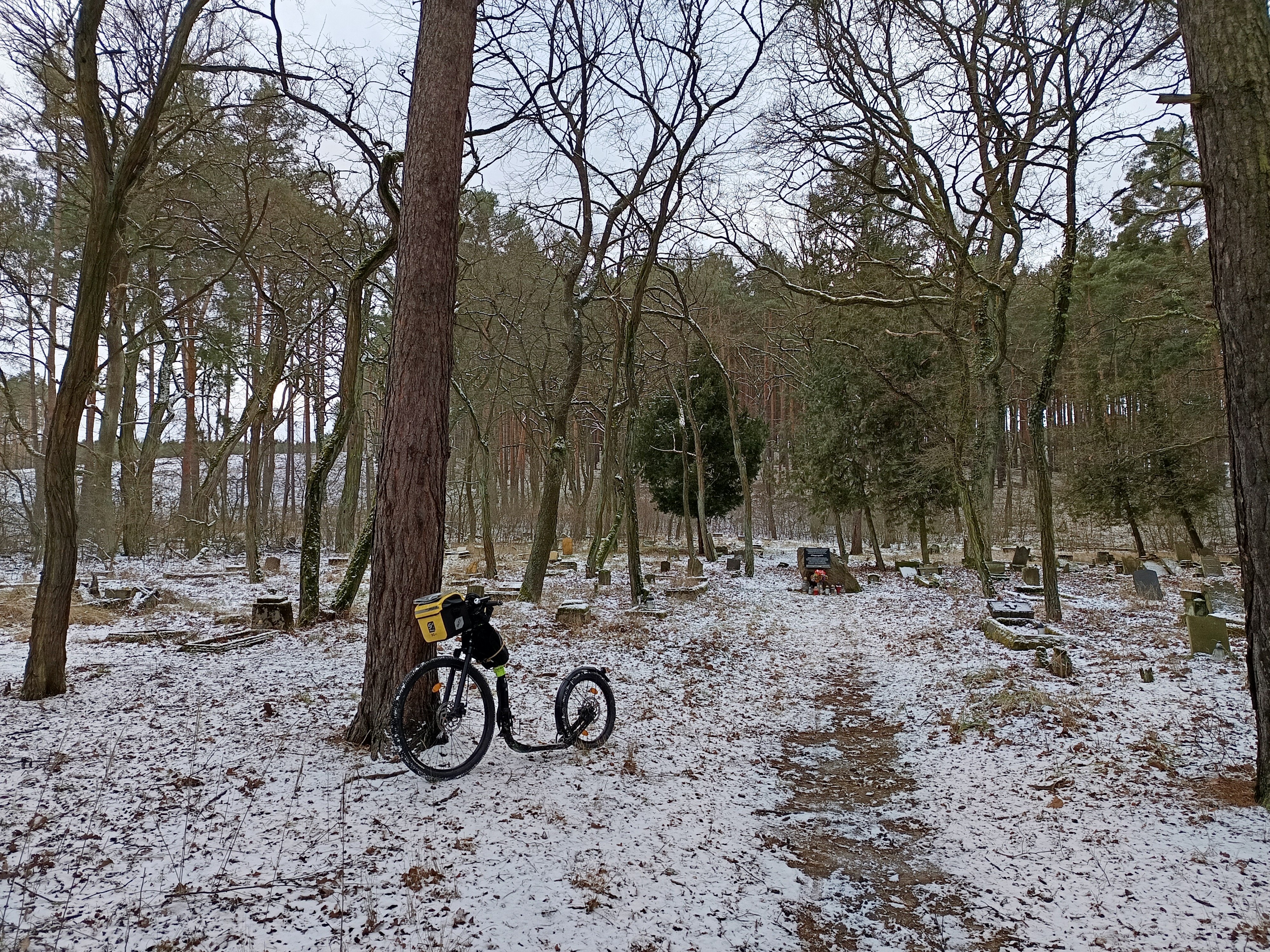
Pohled na hřbitov ze silnice